# Raptularzyk rodziny Korycińskich
Raptularzyk rodziny Korycińskich, to dziennik prowadzony w latach 1541-1649 przez czterech przedstawicieli rodziny Korycińskich herbu Topór: Mikołaja, starostę parcowskiego; Mikołaja, starostę przedeckiego; Krzysztofa Piotra, burgrabię krakowskiego oraz Stefana, kanclerza wielkiego koronnego.
Dziennik podarowany został "słynnemu z erudycyj" Mikołajowi Korycińskiemu przez Sebastiana Dziatkowskiego 19 maja 1562 roku. 

## Historia wydania z 1885 roku
W 1862 roku odbył się w Krakowie szereg spotkań tamtejszego Towarzystwa Naukowego, na którym Konstanty Hoszowski odczytał swą pracę pod tytułem O znakomitych zasługach w kraju rodziny Korycińskich. Pismo to pierwotnie wydane zostało w XXIX-tym tomie Roczników Towarzystwa, a później (również w 1862 roku) wydane jako osobna publikacja.
Raptularzykiem... zajął się Kajetan Kraszewski, który opatrzył wydanie obszernymi komentarzami, nie szczędząc w epilogu słów pełnych szacunku i pamięci o rodzinie, której członkowie tyle dla ojczyzny poświęcili oraz byli w każdej chwili gotowi jej służyć. 

Autor przedruku podpisał wydanie: "Romanów, d. 15 grudnia 1885 r." oraz tak opisywał dziennik Korycińskich:

Jest to rodzaj kalendarza historyczno-astrologicznego p. t. "Calendarium Historicum, conscriptum à Paulo Ebero Kitthingensi. Vitebergae. MDLIX" (1559), w którym, na kartach odpowiednich dla każdego dnia całego roku i w pozostawionych ad hoc miejscach wolnych od druku, Korycińscy adnotacyje swoje zapisywali. Książka też sama jest dość ciekawym zabytkiem. Format ma średniej ósemki, oprawna w biały pergamin z pięknie wykonanemi i bardzo wyraźnemi odciskami; na środku wierzchniej okładki Chrystus na krzyżu z podpisem: "ecce agnus Dei" etc. po bokach wśród ozdób powtarzające się medaloniki (12 milim. średnicy) wizerunków z podpisami: Martinus Lut. Philipus Melanch, Johan Hus, Erasm Rother. Treść zawiera, pod właściwemi datami miesięcy, wspomnienia historyczne różnych krajów, wskazówki astrologiczne, wschód i zachód planet, gwiazd i niektórych całych konstelacyi, jako też opisy widywanych niekiedy fenomenów czysto meteorologicznych, za ważne przepowiednie politycznych wypadków naówczas uważanych.

## Treść dziennika
Korycińscy w Raptularzyku... notowali wszystkie ważniejsze fakty ze swojego życia. Stanowi to zatem kapitalne źródło wiedzy na temat stosunków rodzinnych w sferze najbliższej rodziny poszczególnych autorów. Ze względu na zawiłe i niejasne biogramy niektórych członków rodziny, fakty zapisane w tym dzienniku rzucają nowe światło na wiele wydarzeń.

Mikołaj Koryciński, starosta przedecki, kłodawski, solecki oraz żupnik krakowski pisał:

1570 9 Julii.
A.[nno] 1570. Brat P.[an] Jędrzei ożenił się, poiął Barbarę Duninównę z Niazda ij tamże w Niezdzie wesele było. Byłem Ja przij thijm (...) ij insseo [inszego] Państwa ij sąsiadow dossycz.

1577 3 Mart.
Anno 1577-o. Przijąlem miasto Bochniąm ij Zupę Bocheń. w administratiam swoję z p. Prosperem Provanąm, z rąk Pana Brzonskiego Castellana Siraczkiego

Krzysztof Piotr Koryciński, starosta gniewkowski oraz kasztelan sądecki i wojnicki; założyciel Alwerni pisał:

1604 16 Febr.
Anno 1604-to Ozęnił się sijn Jędrzei. Panne Timinskąm z mathki iei s Chlewiczkiei poiął. Bijłem na wesselu.

Stefan Koryciński, kanclerz wielki koronny pisał

1636 29 Aug.
1636, 29 Augusti umarł w Porębie Christof Koryczinsky s Pilce Castelan Woynicky. Gniewkowsky starosta strii moy rodzony ktorij był poslem od Zigmunta III do Philipa III Hispanskiego krola, do Matiasa Cesarza y do Rzese niemiecky a przedtem do rokosan pod Pokrzywnyce; w Alwernie klasztorze ktory fundował Oycow Bernardynow pogrzebion przy wielkim ludzi zacnych...